# 厢栱
厢栱（宋朝时称令栱）是中國古代建築名詞，為栱的一種，最外跳在挑檐檩下的、最内跳在天花枋下的叫厢栱。在三種栱中，較瓜栱短，較萬栱長。